# Giro del Delfinato 1988
Il Giro del Delfinato 1988, quarantesima edizione della corsa, si svolse dal 31 maggio al 5 giugno su un percorso di 1020 km ripartiti in 6 tappe (la prima e la sesta suddivise in due semitappe), con partenza ad Avignone e arrivo a Saint-Pierre-de-Chartreuse. Fu vinto dal colombiano Luis Herrera della Café de Colombia davanti allo svizzero Niki Rüttimann e al francese Charly Mottet.

## Tappe
| Tappa  | Data      | Percorso                                                  | km    | Vincitore di tappa | Leader cl. generale |
| ------ | --------- | --------------------------------------------------------- | ----- | ------------------ | ------------------- |
| 1ª-1ª  | 31 maggio | Avignone > Aubenas                                        | 108   | Niki Rüttimann     | Niki Rüttimann      |
| 1ª-2ª  | 31 maggio | Aubenas > Romans-sur-Isère                                | 93,2  | Steve Bauer        | Niki Rüttimann      |
| 2ª     | 1º giugno | Romans-sur-Isère > Lione                                  | 181,4 | Christophe Manin   | Christophe Manin    |
| 3ª     | 2 giugno  | Bourgoin-Jallieu > Annecy                                 | 178,5 | Charly Mottet      | Charly Mottet       |
| 4ª     | 3 giugno  | La Roche-sur-Foron > Chambéry                             | 195,8 | Acácio da Silva    | Charly Mottet       |
| 5ª     | 4 giugno  | Chambéry > Le Fontanil                                    | 154   | Niki Rüttimann     | Acácio da Silva     |
| 6ª-1ª  | 5 giugno  | Le Fontanil > Grenoble                                    | 82,5  | Frans Maassen      | Acácio da Silva     |
| 6ª-2ª  | 5 giugno  | Grenoble > Saint-Pierre-de-Chartreuse (cron. individuale) | 26,7  | Luis Herrera       | Luis Herrera        |
| Totale | Totale    | Totale                                                    | 1020  |                    |                     |

## Dettagli delle tappe

### 1ª tappa - 1ª semitappa
- 31 maggio: Avignone > Aubenas – 108 km

| Pos. | Corridore          | Squadra      | Tempo    |
| ---- | ------------------ | ------------ | -------- |
| 1    | Niki Rüttimann     | Weinmann     | 3h26'53" |
| 2    | Acácio da Silva    | Kas-Canal 10 | a 6"     |
| 3    | Claude Criquielion | Hitachi      | s.t.     |

| Pos. | Corridore          | Squadra      | Tempo    |
| ---- | ------------------ | ------------ | -------- |
| 1    | Niki Rüttimann     | Weinmann     | 3h26'43" |
| 2    | Acácio da Silva    | Kas-Canal 10 | a 10"    |
| 3    | Claude Criquielion | Hitachi      | a 13"    |

### 1ª tappa - 2ª semitappa
- 31 maggio: Aubenas > Romans-sur-Isère – 93,2 km

| Pos. | Corridore           | Squadra  | Tempo    |
| ---- | ------------------- | -------- | -------- |
| 1    | Steve Bauer         | Weinmann | 2h24'10" |
| 2    | Ettore Pastorelli   | Carrera  | s.t.     |
| 3    | Jean-Claude Colotti | R.M.O.   | s.t.     |

| Pos. | Corridore           | Squadra  | Tempo    |
| ---- | ------------------- | -------- | -------- |
| 1    | Niki Rüttimann      | Weinmann | 5h50'53" |
| 2    | Jean-Claude Colotti | R.M.O.   | a 5"     |
| 3    | Steve Bauer         | Weinmann | a 6"     |

### 2ª tappa
- 1º giugno: Romans-sur-Isère > Lione – 181,4 km

| Pos. | Corridore         | Squadra | Tempo    |
| ---- | ----------------- | ------- | -------- |
| 1    | Christophe Manin  |         | 4h35'04" |
| 2    | Régis Simon       | R.M.O.  | a 24"    |
| 3    | Ettore Pastorelli | Carrera | s.t.     |

| Pos. | Corridore           | Squadra  | Tempo     |
| ---- | ------------------- | -------- | --------- |
| 1    | Christophe Manin    |          | 10h25'53" |
| 2    | Niki Rüttimann      | Weinmann | a 28"     |
| 3    | Jean-Claude Colotti | R.M.O.   | a 33"     |

### 3ª tappa
- 2 giugno: Bourgoin-Jallieu > Annecy – 178,5 km

| Pos. | Corridore          | Squadra   | Tempo    |
| ---- | ------------------ | --------- | -------- |
| 1    | Charly Mottet      | Système U | 4h45'29" |
| 2    | Steve Bauer        | Weinmann  | a 3'23"  |
| 3    | Claude Criquielion | Hitachi   | s.t.     |

| Pos. | Corridore      | Squadra   | Tempo     |
| ---- | -------------- | --------- | --------- |
| 1    | Charly Mottet  | Système U | 15h11'56" |
| 2    | Niki Rüttimann | Weinmann  | a 3'17"   |
| 3    | Steve Bauer    | Weinmann  | a 3'18"   |

### 4ª tappa
- 3 giugno: La Roche-sur-Foron > Chambéry – 195,8 km

| Pos. | Corridore                | Squadra      | Tempo    |
| ---- | ------------------------ | ------------ | -------- |
| 1    | Acácio da Silva          | Kas-Canal 10 | 5h32'10" |
| 2    | Mariano Sanchez Martinez | Teka         | s.t.     |
| 3    | Charly Mottet            | Système U    | s.t.     |

| Pos. | Corridore                | Squadra      | Tempo     |
| ---- | ------------------------ | ------------ | --------- |
| 1    | Charly Mottet            | Système U    | 20h43'58" |
| 2    | Acácio da Silva          | Kas-Canal 10 | a 3'20"   |
| 3    | Mariano Sanchez Martinez | Teka         | a 3'33"   |

### 5ª tappa
- 4 giugno: Chambéry > Le Fontanil – 154 km

| Pos. | Corridore           | Squadra          | Tempo    |
| ---- | ------------------- | ---------------- | -------- |
| 1    | Niki Rüttimann      | Weinmann         | 5h09'26" |
| 2    | Luis Herrera        | Café de Colombia | a 39"    |
| 3    | Edwig Van Hooydonck | Superconfex      | a 57"    |

| Pos. | Corridore       | Squadra      | Tempo     |
| ---- | --------------- | ------------ | --------- |
| 1    | Acácio da Silva | Kas-Canal 10 | 25h57'41" |
| 2    | Charly Mottet   | Système U    | a 23"     |
| 3    | Niki Rüttimann  | Weinmann     | a 42"     |

### 6ª tappa - 1ª semitappa
- 5 giugno: Le Fontanil > Grenoble – 82,5 km

| Pos. | Corridore     | Squadra     | Tempo    |
| ---- | ------------- | ----------- | -------- |
| 1    | Frans Maassen | Superconfex | 1h51'10" |
| 2    | Régis Clère   | Teka        | s.t.     |
| 3    | Stephane Guay | Toshiba     | a 24"    |

| Pos. | Corridore       | Squadra      | Tempo     |
| ---- | --------------- | ------------ | --------- |
| 1    | Acácio da Silva | Kas-Canal 10 | 27h48'51" |
| 2    | Charly Mottet   | Système U    | a 23"     |
| 3    | Niki Rüttimann  | Weinmann     | a 42"     |

### 6ª tappa - 2ª semitappa
- 5 giugno: Grenoble > Saint-Pierre-de-Chartreuse (cron. individuale) – 26,7 km

| Pos. | Corridore            | Squadra          | Tempo   |
| ---- | -------------------- | ---------------- | ------- |
| 1    | Luis Herrera         | Café de Colombia | 56'22"  |
| 2    | Régis Simon          | R.M.O.           | a 1'44" |
| 3    | Jean-Claude Leclercq | Weinmann         | a 2'14" |

| Pos. | Corridore      | Squadra          | Tempo     |
| ---- | -------------- | ---------------- | --------- |
| 1    | Luis Herrera   | Café de Colombia | 28h46'27" |
| 2    | Niki Rüttimann | Weinmann         | a 2'07"   |
| 3    | Charly Mottet  | Système U        | a 2'51"   |

## Classifiche finali

### Classifica generale
| Pos. | Corridore                | Squadra            | Tempo     |
| ---- | ------------------------ | ------------------ | --------- |
| 1    | Luis Herrera             | Café de Colombia   | 28h46'27" |
| 2    | Niki Rüttimann           | Weinmann-La Suisse | a 2'07"   |
| 3    | Charly Mottet            | Système U          | a 2'51"   |
| 4    | Luc Leblanc              | Toshiba            | a 3'54"   |
| 5    | Mariano Sanchez Martinez | Teka               | a 4'05"   |
| 6    | Acácio da Silva          | Kas-Canal 10       | a 4'33"   |
| 7    | Éric Caritoux            | Kas-Canal 10       | a 5'16"   |
| 8    | Gilles Sanders           | Kas-Canal 10       | a 6'51"   |
| 9    | Yvon Madiot              | Toshiba            | a 6'52"   |
| 10   | Pascal Simon             | Système U          | a 8'05"   |